# Åkersberga
Åkersberga is de hoofdplaats van de gemeente Österåker in het landschap Uppland en de provincie Stockholms län in Zweden. De plaats heeft 26.727 inwoners (2005) en een oppervlakte van 1617 hectare.

## Verkeer en vervoer
Bij de plaats loopt de Länsväg 276.
De plaats heeft een station aan de spoorlijn Roslagsbanan.

## Geboren
- Hanna Ardéhn (4 oktober 1995), actrice
- Carina Berg (11 november 1977), presentatrice
- Alexander Östlund (2 november 1978), voetballer

## Sport
In Åkersberga ligt de bekende Ullna Golf Club.